# Frode Olsen
Pour les articles homonymes, voir Olsen.
Frode Olsen, né le 12 octobre 1967 à Stavanger (Norvège), est un footballeur norvégien, qui évoluait au poste de gardien de but au IK Start et en équipe de Norvège.
Olsen n'a marqué aucun but lors de ses vingt-six sélections avec l'équipe de Norvège entre 1995 et 2003.

## Carrière
- 1990 : Rosenborg BK
- 1991 : Strømsgodset IF
- 1992-1996 : IK Start
- 1997-1999 : Stabæk Fotball
- 2000-2002 : FC Séville
- 2002-2004 : Viking Stavanger

## Palmarès

### En équipe nationale
- 26 sélections et 0 but avec l'équipe de Norvège entre 1995 et 2003.

### Avec Strømsgodset IF
- Vainqueur de la Coupe de Norvège de football en 1991.

### Avec Stabæk Fotball
- Vainqueur de la Coupe de Norvège de football en 1998.